# Andrianów
Andrianów (ukr. Андріянів, Andrijaniw) – wieś na Ukrainie, w obwodzie lwowskim, w rejonie lwowskim (do 2020 roku w rejonie gródeckim). W 2025 roku liczyła 253 mieszkańców.

## Historia
Wieś została założona w 1754 roku. W 1772 roku, w wyniku I rozbioru Polski, znalazła się pod władzą Austrii. Od 1772 do 1918 roku wieś wchodziła w skład autonomicznego Królestwa Galicji i Lodomerii. Dobra tabularne hrabiego Karola Lanckorońskiego, położone w 1905 roku w powiecie rudzkim Królestwa Galicji i Lodomerii. W latach 1917–1919 znalazła się na terenie podległym Zachodnioukraińskiej Republiki Ludowej.
W II Rzeczypospolitej wieś należała początkowo do gminy wiejskiej Andrianów. 1 sierpnia 1934 roku w ramach reformy na podstawie ustawy scaleniowej została włączona do gminy wiejskiej Komarno w powiecie rudeckim, w województwie lwowskim. W 1921 roku gmina liczyła 737 mieszkańców i znajdowało się w niej 136 budynków mieszkalnych. 558 osób deklarowało narodowość polską, 165 – rusińską, 14 – żydowską.
We wrześniu 1939 roku do Andrianowa wkroczyły oddziały Armii Czerwonej. Cały ten obszar został włączony do Ukraińskiej Socjalistycznej Republiki Radzieckiej. Po ataku Niemiec na ZSRR w 1941 roku wieś została zajęta przez wojska niemieckie, po czym przyłączona do Generalnego Gubernatorstwa. 
W 1944 r. nacjonaliści ukraińscy z OUN-UPA zamordowali tutaj w czasie kilku napadów 48 Polaków, rabując i paląc polskie zagrody.
W 1944 roku do Andrianowa ponownie wkroczyły oddziały Armii Czerwonej. W 1945 roku we wsi rozpoczęto masowe wysiedlenia ludności polskiej.